# Nový Hrádek (Thaya)
Die Burgruine Nový Hrádek (deutsch Neuhäusel) gehört zur Gemeinde Lukov nad Dyjí im Bezirk Znojmo in Tschechien. Die Ruine der Höhenburg liegt etwa 10 km südwestlich von Znaim an der Engstelle einer Schleife der Thaya. Bei der Burg handelt es sich um eine Doppelanlage, bestehend aus einer unteren und einer oberen Burg.

## Geschichte
Der erste urkundlich erwähnte Besitzer, Markgraf Johann Heinrich von Luxemburg, ließ ab 1358 die untere Burg hoch über der Thaya errichten. Ab 1420 sind die Eitzinger, die am gegenüberliegenden Ufer der Thaya die Burg Kaja innehatten, Besitzer der Burg. Im 15. Jahrhundert wurde die Anlage um die sogenannte obere Burg erweitert. Im Jahre 1517 verkaufte Michael von Eincingen die Herrschaft Neuhäusel zusammen mit der wüsten Burg Schenkenberg an Adam von Batschkowitz auf Joslowitz. Ab 1617 waren die Herren von Althann, die ebenfalls das nahegelegene  Schloss Vranov (Frain) ihr Eigen nennen konnten, im Besitz der Burg.
Die Zerstörung der Burg erfolgte im Jahre 1645. Die unzureichend befestigte Burg wurde im Zuge des Dreißigjährigen Kriegs von schwedischen Truppen unter General Torstenson eingenommen und zerstört.
Die obere Burg wurde als Jagdschloss und Sommersitz wieder instand gesetzt, die untere Burg ist seither Ruine.
Seit ihrer Konfiszierung im Jahre 1920 ist die Burgruine in Staatsbesitz. Ab Ende der 50er Jahre bis ins Jahr 1989 lag die Burgruine in der streng bewachten Grenzzone des Eisernen Vorhangs. Erst seit der Samtenen Revolution war eine Besichtigung der Ruine wieder für jedermann möglich.
Heute liegt Nový Hrádek in der Kernzone des Nationalparks Podyjí.